# Anzola d'Ossola
Anzola d'Ossola là một đô thị ở tỉnh Verbano-Cusio-Ossola trong vùng Piedmont, có cự ly khoảng 110 km về phía đông bắc của Torino và khoảng 15 km về phía tây bắc của Verbania. Tại thời điểm ngày 31 tháng 12 năm 2004, đô thị này có dân số 449 người và diện tích là 13,8 km².
Anzola d'Ossola giáp các đô thị: Massiola, Ornavasso, Pieve Vergonte, Premosello-Chiovenda, Valstrona.